# Гевличи
Ге́вличи — русский дворянский род. Предок их Кондратий Гевлич выехал в 1678 г. из Польши в Малороссию; служил в малороссийских казачьих войсках.
Определением Правительствующего Сената от 17 мая 1855 года, утверждены постановления Ярославского дворянского депутатского собрания о внесении во вторую часть дворянской родословной книги полковника Ксенофонта Павловича Гевлича (1792—1867), по личным его заслугам, вместе с женой Анной Павловной и детьми их, сыновьями: Александром, Павлом, Дмитрием и дочерьми: Марией и Софьей. Внесены во II и III части родословной книги Курской, Харьковской и Ярославской губ.
Гевлич образована от имени Гевель, которое является еврейским и польским аналогом библейского имени Авель, которое в переводе с иврита означает «суета».

## Описание герба
В золотом щите червлёная перевязь. На ней три золотых колоса. Над перевязью, вверху щита червлёный изогнутый меч вправо. Под перевязью чёрная подкова концами вниз.
Щит увенчан дворянским коронованным шлемом. Нашлемник: серебряная птица горихвостка вправо с червлёным хвостом. Намёт: справа — червлёный с серебром, слева — червлёный с золотом. («Гербовник», XIII, 86).